# Datian (sockenhuvudort i Kina, Zhejiang Sheng, lat 28,91, long 121,20)
Datian (kinesiska: 大田, 大田街道) är en sockenhuvudort i Kina. Den ligger i provinsen Zhejiang, i den östra delen av landet, omkring 180 kilometer sydost om provinshuvudstaden Hangzhou. Antalet invånare är 45 505. Befolkningen består av 22 367 kvinnor och 23 138 män. Barn under 15 år utgör 16,0 %, vuxna 15-64 år 75 %, och äldre över 65 år 8,0 %.
Runt Datian är det tätbefolkat, med 411 invånare per kvadratkilometer. Närmaste större samhälle är Linhai, 9,4 km sydväst om Datian. Trakten runt Datian består till största delen av jordbruksmark.
Genomsnittlig årsnederbörd är 2 144 millimeter. Den regnigaste månaden är augusti, med i genomsnitt 395 mm nederbörd, och den torraste är januari, med 73 mm nederbörd.